# شیلان (تالش)
شیلان (به تالشی: شَیلون)، روستایی در دهستان ساحلی جوکندان بخش جوکندان شهرستان تالش در استان گیلان ایران است.
بنای این روستا منسوب به جد اعلای شیلانیان ( کَوَلَه کریم: kavala karim) می‌باشد که در حدود سال ۱۱۰۰ خورشیدی مقارن سقوط دودمان صفویه از لنکران به تالش امروزی به علت حمله روسها مهاجرت کرده‌است. تمام اهالی بومی شیلان خود را از نسل او می‌دانند. اهالی این روستا به زبان تالشی صحبت کرده و دارای مذهب سنی شافعی هستند.

## جمعیت
بر پایه سرشماری عمومی نفوس و مسکن در سال ۱۳۹۵، جمعیت این روستا برابر با ۲۰۳ نفر (۶۱ خانوار) بوده است.